# Mark Kaplan
Mark Kaplan, né le 20 décembre 1967 à Johannesburg, est un joueur de tennis sud-africain.

## Carrière
Avec l'université de Californie à Irvine, il a été à trois reprises All-America entre 1987 et 1989.
Il a remporté trois tournois Challenger dans sa carrière, tous en 1989. Il s'est imposé en simple à Aptos alors qu'il sortait des qualifications et au Cap, et en double à New Haven.
En 1990, il est finaliste du tournoi ATP de Kiawah Island (U.S. Men's Clay Court Championships) où il est battu par David Wheaton.

## Palmarès

### Finale en simple messieurs
| No | Date       | Nom et lieu du tournoi                          | Catégorie    | Dotation  | Surface      | Vainqueur     | Score    |  |
| -- | ---------- | ----------------------------------------------- | ------------ | --------- | ------------ | ------------- | -------- |  |
| 1  | 07-05-1990 | US Men's Clay Court Championship, Kiawah Island | World Series | 197 000 $ | Terre (ext.) | David Wheaton | 6-4, 6-4 |  |

## Parcours dans les tournois duGrand Chelem

### En simple
| Année | Open d'Australie | Open d'Australie | Internationaux de France | Internationaux de France | Wimbledon       | Wimbledon   | US Open         | US Open         |
| ----- | ---------------- | ---------------- | ------------------------ | ------------------------ | --------------- | ----------- | --------------- | --------------- |
| 1990  | —                | —                | —                        | —                        | 1er tour (1/64) | Jim Courier | 1er tour (1/64) | Alex Antonitsch |
| 1991  | 1er tour (1/64)  | T. Woodbridge    | —                        | —                        | —               | —           | —               | —               |
| 1993  | 1er tour (1/64)  | Jonas Svensson   | —                        | —                        | —               | —           | —               | —               |

N.B. : à droite du résultat se trouve le nom de l'ultime adversaire.